# Виталиј Давидов
Виталиј Семјонович Давидов (рус. Виталий Семёнович Давыдов; Москва, 3. април 1939) био је совјетски и руски хокејаш на леду, а потом и хокејашки тренер који је током играчке каријере играо на позицијама одбрамбеног играча. Заслужни мајстор спорта Совјетског Савеза од 1963, Заслужни тренер Совјетског Савеза од 1979. и члан Хокејашке куће славних ИИХФ-а од 2004. године.
Целокупну играчку каријеру провео је у редовима московског Динама за који је играо пуних 16 сезона (од 1957. до 1973. године) са којим је освојио седам других места у националном првенству те једну титулу победника националног купа (сезона 1971/72). У совјетском првенству одиграо је 548 утакмица уз постигнутих 18 погодака.
За сениорску репрезентацију Совјетског Савеза играо је од 1961. до 1972. и у том периоду одиграо је 178 утакмица и постигао 8 погодака. Са репрезентацијом је освојио три златне олимпијске медаље на ЗОИ 1964, ЗОИ 1968. и на ЗОИ 1972 године, те још 7 титула светског првака.
По окончању играчке каријере радио је као тренер, прво као помоћник, а потом и као главни тренер у Динаму (1972−1981), а у периоду 1976−1979. радио је и као главни тренер у млађим совјетским репрезентативним селекцијама. У Динамо се поново враћа 1984. где остаје на позицији помоћног тренера наредне 4 сезоне. Од 1981. до 1984. радио је у Мађарској као главни тренер екипе Ујпешта, а потом током 1983. и као главни тренер мађарске репрезентације. Са Ујпештом је освојио две титуле првака Мађарске и три титуле победника мађшарског купа.